# 資訊不對等
在契約經濟學等領域，信息不對稱（英語：Information asymmetry）涉及交易中一方比另一方擁有更多或更好信息的決策研究。
信息不對稱導致交易中的權力不平衡，有時會導致交易的經濟效率低下，最壞的情況下會導致市場失靈。 這個問題的例子有逆向選擇、道德危機和知識壟斷（英語：Monopolies of knowledge）。 不對稱資訊可能导致逆向選擇，或是形成經濟租，引發尋租行為，導致資訊較缺乏的那一方受損。處理由不對稱信息引起的問題是信息經濟學和私法、刑法和公法的經濟分析的主題。
形象化信息不對稱的一種常見方法是使用一側是賣方而另一側是買方的天平。 當賣方擁有更多或更好的信息時，交易更有可能發生對賣方有利（“權力的平衡已經轉移到賣方”）。 這方面的一個例子是，當一輛二手車被出售時，賣家可能比買家更了解汽車的狀況，因此也更了解它的市場價值，而買家只能根據賣家提供的信息和他們自己對車輛的評估來估計市場價值。 然而，權力的平衡也可以掌握在買方手中。 購買健康保險時，並不總是要求購買者提供未來健康風險的全部詳細信息。 通過不向保險公司提供此信息，買方將支付與將來不太可能需要給付的人相同的保費。 這兩個舉例說明了當存在完美信息時兩個代理之間的權力平衡。 如果買方擁有更多信息，則操縱交易的權力將由向買方一方傾斜的規模表示。
信息不對稱延伸到非經濟方面之行為。 私營公司比監管機構更了解他們在沒有監管的情況下將採取的行動，監管的有效性可能會受到損害。 國際關係理論已顯示，戰爭可能是由信息不對稱引起的，“現代大多數大型戰爭都是領導人錯誤估計他們的勝利前景”。 國家領導人之間存在信息不對稱，Jackson 和 Morelli 寫道，當“他們對彼此的軍備、軍事人員素質和戰術、決心、地理、政治氣候，甚至只是關於不同結果的相對概率”或他們“關於其他行動者動機的不完整信息”。
信息不對稱是在代理問題的背景下進行研究，在這些問題中，信息不對稱是誤導的主要原因，並且在每個溝通過程中都是必不可少的。 信息不對稱與完美信息形成對比，完美信息是新古典經濟學的一個關鍵假設。
該現象由肯尼斯·約瑟夫·阿羅於1963年首次提出。 阿克洛夫在1970年代發表著作《檸檬市場》作了進一步闡述。1996 年，諾貝爾經濟學獎被授予詹姆斯·莫理斯和威廉·维克里，以表彰他們“對不對稱信息下的誘因經濟理論的基礎性貢獻”。 這導致諾貝爾委員會承認信息問題在經濟學中的重要性。 2001年諾貝爾經濟學獎被授予喬治·阿克洛夫、邁克爾·斯彭斯和約瑟夫·斯蒂格利茨，以表彰他們“對信息不對稱市場的分析”。
解決資訊不對稱的方法包括訊息揭露、認證制度、信譽與評價制度、提供商品的保固維修、售後服務、制訂規範等。

## 參看
- 資訊經濟學